# Taylor Guitars

Taylor Guitars is een gitaarmerk uit Californië, VS. Het merk werd opgericht in 1974 door Bob Taylor en zijn compagnon Kurt Listug. Taylor maakte al enige tijd gitaren en was de beste gitaarbouwer van de twee, en daarom was het logisch dat het bedrijf naar hem genoemd werd. Taylor is gespecialiseerd in akoestische gitaren and semi-hollow elektrische gitaren en produceert ook hybride modellen. Bekende modellen van Taylor zijn de GS Mini en de 814ce. In 2018 introduceerde Taylor een nieuwe gepatenteerde bebalking, de zogenaamde "V-Class bracing". In 2019 werkten er meer dan 900 mensen voor Taylor Guitars, in de plaats El Cajon, en Tecate, Mexico. De gitaren van Taylor worden over de hele wereld verkocht. Taylor heeft een Europees kantoor in Amsterdam.